# 反暴特勤組
《反暴特勤組》（英語：Nighthawks）是一部1981年美國新黑色動作驚悚片，由布魯斯·梅爾馬斯執導，席維斯·史特龍、比利·迪·威廉斯、琳賽·華格納、波西斯·坎巴塔、奈傑爾·達文波特及魯格·豪爾主演。劇情描述保守的警探和他的搭檔加入對抗一名國際罪犯的行列。
該片1981年4月10日在美國上映，口碑正面且票房成功。

## 劇情
在夜裡，三名惡煞在街頭襲擊了一名婦女，但該婦女是由迪基·達西瓦警佐所偽裝。在他的搭檔馬修·福克斯警佐的協助下，兩人成功將三名惡煞逮捕。當天，在倫敦，恐怖份子海瑪·「伍夫格」·萊茵哈特炸毀了一家百貨公司。在紐約市，達西瓦和福克斯前往布朗克斯掃毒，並發現了一名腐敗的警察。之後，達西瓦拜訪他疏遠的妻子艾琳，並表示自己還愛她。儘管她最初拒絕了他，但最終還是達成了和解。
伍夫格在聚會上與他的組織傳話員見面，以接收護照和金錢。但他對傳話員表示懷疑，並殺死了他及三名跟傳話員來的警察後逃走。警察局長譴責了彼得·哈特曼警督察。在巴黎，伍夫格會見了他的搭檔莎卡，並得知爆炸案炸死了許多兒童，使伍夫格的合作者正在排斥他。伍夫格接受了面部手術以改變其外表，並決定將其恐怖活動轉移到紐約市。
穆納福中尉成立了新成立的（反恐行動司令部）小隊來應對即將到來的聯合國會議並追捕伍夫格，哈特曼將達西瓦和福克斯調職至。這使達西瓦感到極力排斥並與哈特曼發生衝突，雖然不願寬恕殺死伍夫格，但他還是吸收了新的訓練，並開始了解恐怖份子的一切。在紐約，伍夫格認識了一名空姐潘，直到她發現伍夫格的武器後，伍夫格殺了對方。為此，達西瓦和福克斯循線調查每間夜店，並成功找到了伍夫格。雙方在地鐵展開追逐，直到他用刀劃傷了福克斯的臉。在醫院，福克斯告誡達西瓦開槍時不要猶豫。
小隊在大都會藝術博物館保護聯合國人士們。莎卡滲透其中並殺死了哈特曼。劫持空中纜車後，伍夫格處決了法國大使的妻子，並要求達西瓦登上纜車，以接送他希望安全的嬰兒。達西瓦接走嬰兒前和伍夫格交談了一會。警方同意伍夫格的要求，提供一輛巴士護送他和人質到機場，且有一架噴射機將在那裡等候。伍夫格和莎卡藏在人質之中。當他們登上巴士時，達西瓦放著隱藏的錄音，記錄了哈特曼譴責莎卡的內容。被激怒的莎卡撤出人質牆，福克斯藉機用狙擊槍射殺了她。伍夫格透過將巴士駛入東河而逃脫，但在搜尋該地區後，警方找不到他的身影。
警方找到了伍夫格藏身的雜貨店，並發現了包含艾琳在內的所有成員的資料。伍夫格闖入艾琳的家，在她洗碗時企圖從後方殺死她。艾琳突然轉身顯示出偽裝的達西瓦，令伍夫格感到吃驚但仍繼續持刀攻擊；達西瓦則毫不猶豫地朝他的身體開了兩次槍，殺死了伍夫格。達西瓦走出屋子，坐在艾琳家前台階上望著伍夫格的屍體。

## 演員
- 席維斯·史特龍飾演迪基·達西瓦警佐（Detective Sergeant Deke DaSilva）
- 比利·迪·威廉斯飾演馬修·福克斯警佐（Detective Sergeant Matthew Fox）
- 琳賽·華格納飾演艾琳·達西瓦（Irene DaSilva）
- 波西斯·坎巴塔（英语：Persis Khambatta）飾演莎卡·荷蘭／莎卡·卡普（Shakka Holland / Shakka Kapoor）
- 奈傑爾·達文波特（英语：Nigel Davenport）飾演彼得·哈特曼警督察（Detective Inspector Peter Hartman）
- 魯格·豪爾飾演海瑪·「伍夫格」·萊茵哈特／艾瑞克（Heymar "Wulfgar" Reinhardt / Eric）
- 希拉蕊·湯普森（英语：Hilary Thompson）飾演潘（Pam）
- 喬·斯皮內洛（英语：Joe Spinell）飾演穆納福中尉（Lieutenant Munafo）

## 外部連結
- 互联网电影数据库（IMDb）上《反暴特勤組》的资料（英文）
- AllMovie上《反暴特勤組》的资料（英文）
- 美国电影学会目录上的《反暴特勤組》（英文）
- Box Office Mojo上《反暴特勤組》的資料（英文）
- 爛番茄上《反暴特勤組》的資料（英文）
- Metacritic上《反暴特勤組》的資料（英文）